# Ölwiese
Die Ölwiese ist ein Landschaftsschutzgebiet am südlichen Ortsrand des Mainzer Stadtteils Gonsenheim. Es umfasst ca. 6 ha vorwiegend als Schrebergärten genutzten Landes. Die Unterschutzstellung datiert vom 8. August 2000.

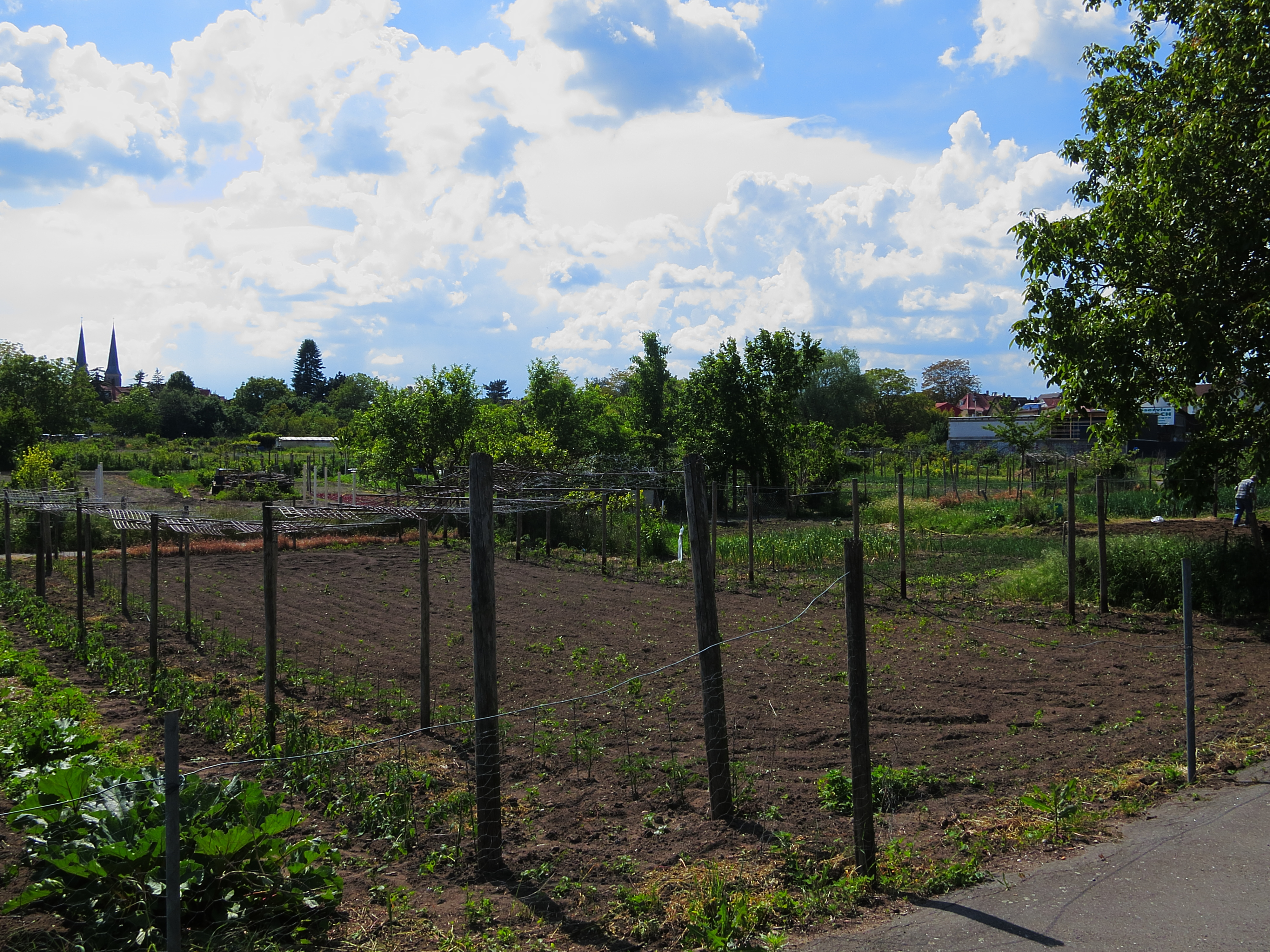
Blick von Südosten

Vorhandene, widerrechtlich entstandene Bebauungen mussten laut Urteil des Verwaltungsgerichts Mainz entfernt werden.